# William Pierrepont (homme politique)
Guillaume Pierrepont (vers 1607 - 17 juillet 1678) est un homme politique anglais qui siège à la Chambre des communes à plusieurs reprises entre 1640 et 1660. Il soutient la cause parlementaire dans la guerre civile anglaise.

## Biographie
Pierrepont est le deuxième fils de Robert Pierrepont (1er comte de Kingston-upon-Hull) et de son épouse Gertrude Talbot, fille de l'hon. Henry Talbot de Burton Abbey, Yorkshire . Il s'inscrit à l'Emmanuel College de Cambridge en 1624 et est admis à Lincoln's Inn le 1er avril 1627. Il est nommé shérif du Shropshire pour 1638 .
En avril 1640, Pierrepont est élu député du Shropshire au Court Parlement. Il est élu député de Great Wenlock au Long Parlement en novembre 1640. Il penche du côté de la paix et participe pour le parlement aux négociations avec Charles Ier à Oxford en 1643. Pierrepont est membre du comité des deux royaumes et représente le parti parlementaire lors des délibérations d'Uxbridge en 1645 ; mais dès lors, d'après Clarendon, il abandonne son attitude modérée et contracte plus d'amertume et d'aigreur qu'autrefois. Cette affirmation est cependant peut-être quelque peu exagérée, car Pierrepont favorise la reprise des négociations avec le roi en 1647, et l'année suivante ses efforts en faveur de la paix à Newport, où il représente à nouveau les parlementaires, lui valent une légère censure de Cromwell.
Pour ses services à Newport, il est remercié par le Parlement ; mais il se retire de la vie politique active peu de temps après, car il n'apprécie pas la purge de la Chambre des communes par le colonel Pride et les poursuites contre le roi. Malgré ses vues modérées, Pierrepont jouit de l'amitié personnelle de Cromwell. Il est élu député du Nottinghamshire en 1654 pour le premier parlement du protectorat . Bien qu'élu, il ne siège pas au parlement de 1656, ni ne prend la place qui lui est offerte à la Chambre des Lords du Protecteur. Lorsque Richard Cromwell succède à son père, Pierrepont exerce une influence discrète mais puissante sur la direction de la politique du gouvernement, et après une courte période de retraite à la chute de Richard, il est choisi, au début de 1660, membre du conseil d'État mais refuse de prendre son siège. Il est élu député du Nottinghamshire au Parlement de la Convention de 1660 et contribue à sauver la vie de certains des dirigeants parlementaires. Aux élections générales de 1661, il est battu et, passant le reste de sa vie à la retraite, il meurt en 1678.

## Famille
Pierrepont épouse Elizabeth, fille de Sir Thomas Harries, de Tong Castle, Shropshire, dont il a cinq fils et cinq filles. Son fils aîné, Robert (mort en 1666), est le père de Robert Pierrepont, 3e comte de Kingston-upon-Hull, William Pierrepont (4e comte de Kingston-upon-Hull), et Evelyn Pierrepont (1er duc de Kingston-upon-Hull) et son troisième fils, Gervase (1649-1715), est créé baron de Pierrepont en 1701, titre qui s'éteint à sa mort. Sa fille Grace épouse Gilbert Holles (3e comte de Clare).